# Rückstausicherung

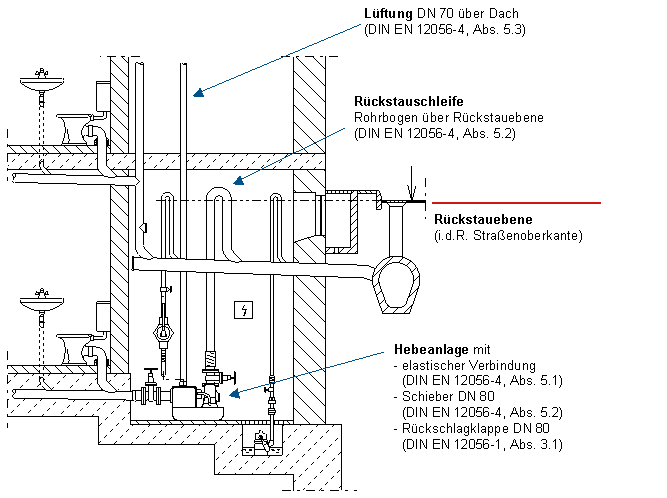
Rückstausicherung durch eine Hebeanlage

Durch eine Rückstausicherung bzw. Rückstausperre werden Gebäude gegen den Rückfluss von Abwasser aus dem Kanalsystem geschützt, an das sie angeschlossen sind.
Nach einem Urteil des Bundesgerichtshof vom Mai 2004 und EN 12056 hat der Schutz gegen Rückstau grundsätzlich durch Abwasserhebeanlagen zu erfolgen. Sofern ein Gefälle zum Kanal vorhanden ist, können entsprechend der Einsatzvoraussetzungen der DIN EN 12056-4 alternativ auch Rückstauklappen oder andere Rückstauverschlüsse nach DIN EN 13564 in der Grundleitung des Abwassersystems eines Gebäudes eingesetzt werden.
Sämtliche Ablaufleitungen von Entwässerungsgegenständen in Gebäuden (Waschmaschinen, Duschen, Waschbecken etc.) bilden durch den Anschluss an den Kanal ein verbundenes Rohrsystem. Staut sich das Abwasser im Kanal z. B. durch starke Regenfälle oder Kanalverstopfungen, so drängt es in die angeschlossenen Hausabflussleitungen zurück. Dort steigt es in der Regel höchstens bis auf das Niveau der Rückstauebene an und kann alle tieferliegenden Bereiche des Hauses wie den Keller überfluten.
Um dies zu vermeiden, gibt es verschiedene Möglichkeiten der Rückstausicherung für die Haus- und Grundstücksentwässerung:
- Wo eine Schwerkraftentwässerung (mit freiem Gefälle zum Kanal) möglich ist und auf die angeschlossenen Ablaufstellen während des Rückstaus vollständig verzichtet werden kann, können Klappen- und Kolbenverschlüsse verwendet werden. Letztere schließen bei Rückstau mit einer Schließkraft von 1000 Newton (entspricht einer Gewichtskraft von rund 100 kg). Vollelektronisch gesteuerte Anlagen sorgen für Sicherheit rund um die Uhr, auch bei Ausfall des Stromnetzes.
- Im Gegensatz zu den Rückstauverschlüssen erlauben Abwasser- oder Rückstau-Hebeanlagen auch bei Rückstau im Kanal eine uneingeschränkte Nutzung von Hausarbeits- oder Sanitärräumen im Keller. Meist werden die Abwässer in eine Sammelleitung gefördert, die unter der Kellerdecke oder außerhalb des Gebäudes installiert wird. Mittels einer Rückstauschleife, die oberhalb der Rückstauebene verläuft, wird die Flutung des Kellers auch bei Stromausfall sicher verhindert.

## Ursachen für einen Rückstau
Die DIN EN 12056-4 stellt fest, dass trotz Bemessung und Betrieb nach den anerkannten Regeln der Technik  ein Rückstau nicht zuverlässig zu vermeiden ist.
Ein Rückstau tritt insbesondere auf bei:
- verstärktem Regenwasserzufluss in die Kanalisation durch Starkregen
- Anstau durch Verstopfungen, Rohrbrüche oder Kanalschäden
- Pumpenausfall, wenn das Entwässerungssystem über eine Pumpstation entleert wird
- Hochwasser im Vorfluter (oft ein Bach oder Fluss), wodurch das Regenwasser in tiefer liegenden Gebieten nicht mehr abfließen kann
- Verschluss oder Überlastung des Kanals infolge von Reparaturarbeiten
- verstärktem Abwasserzufluss, u. a. infolge von Kanalspülungen, Feuerlöscheinsätzen oder zusätzlichen Abwasseranschlüssen.

## Ausführungen
Die Bauart von Hebeanlagen und Rückstauverschlüssen hängt wesentlich davon ab, ob Fäkalien oder vergleichbar grobe Verunreinigungen im Abwasser enthalten sind. Die Produkte müssen vom Hersteller explizit für fäkalienhaltige Abwässer freigegeben sein.
Die Rückstausicherung für Grauwasser aus Duschen,  Wasch und Spülbecken sowie Wasch- und Spülmaschinen kann weniger aufwändig ausgeführt werden.
Die DIN EN 12056-4 erlaubt die Verwendung von Rückstauverschlüssen (wie Rückstauklappen) unter folgenden Voraussetzungen:
- Es muss ein Gefälle zum Kanal gegeben sein.
- Es muss sich um Räume mit untergeordneter Nutzung handeln, so dass bei Rückstau keine wesentlichen Sachwerte beschädigt oder die Gesundheit der Bewohner beeinträchtigt werden.
- Der Benutzerkreis muss klein sein.
- Es muss ein weiteres WC oberhalb der Rückstauebene zur Verfügung stehen.
- Bei Rückstau muss auf die Benutzung der Ablaufstelle verzichtet werden können.

Manche Kommunen verbieten die Verwendungen von Rückstauverschlüssen und verlangen stattdessen den Einbau von Hebeanlagen.

### Typen von Rückstauverschlüssen
Die DIN EN 13564-1 unterscheidet Rückstauverschlüsse in:
- Typ 0: Rückstauverschlüsse für die Verwendung in horizontalen Leitungen mit einem einzelnen selbsttätigen Verschlusselement.
- Typ 1: Rückstauverschlüsse für die Verwendung in horizontalen Leitungen mit einem selbsttätigen Verschlusselement und einem zusätzlichen (manuellen) Notverschluss (der mit dem selbsttätigen Verschluss kombiniert werden kann).
- Typ 2: Rückstauverschlüsse für die Verwendung in horizontalen Leitungen mit zwei selbsttätigen Verschlusselementen und einem Notverschluss (der mit einem der beiden selbsttätigen Verschlüsse kombiniert werden kann).
- Typ 3: Rückstauverschlüsse für die Verwendung in horizontalen Leitungen mit einem durch Fremdenergie (meist elektrisch oder pneumatisch) betriebenen selbsttätigen Verschlusselement und einem Notverschluss, der unabhängig vom selbsttätigen Verschluss ausgeführt wird.
- Typ 4: Rückstauverschlüsse, die in Ablaufgarnituren oder Bodenabläufen eingebaut sind, mit einem selbsttätigen Verschlusselement und einem Notverschluss (der mit dem selbsttätigen Verschluss kombiniert werden kann).
- Typ 5: Rückstauverschlüsse, die in Ablaufgarnituren oder Bodenabläufen eingebaut sind, mit zwei selbsttätigen Verschlusselementen und einem Notverschluss (der mit einem der beiden selbsttätigen Verschlüsse kombiniert werden kann).[2]

## Einbau
Nach DIN 1986-100 dürfen Ablaufstellen oberhalb der Rückstauebene, die im freien Gefälle entwässert werden können, weder über eine Hebeanlage entwässert werden noch über einen Rückstauverschluss. Bei beiden Verfahren würde nämlich die Gefahr bestehen, dass dort ablaufendes Wasser aus den tiefer gelegenen Ablaufstellen austritt:
- bei hoch gelegenen Hebeanlagen ist ein Ausfall der Anlage kritisch,
- bei hoch gelegenen Rückstauverschlüssen ein Rückstau.[2]

## Normen und Richtlinien
- DIN EN 12056-1  Schwerkraftentwässerungsanlagen innerhalb von Gebäuden und Ausführungsanforderungen
- DIN EN 12056-4  Schwerkraftentwässerungsanlagen innerhalb von Gebäuden. Abwasserhebeanlagen – Planung und Bemessung
- DIN EN 752  Schwerkraftentwässerungsanlagen außerhalb von Gebäuden.
- DIN EN 1986-100  Entwässerungsanlagen für Grundstücke und Gebäude.  Zusätzliche Bestimmungen zu DIN EN 752 und DIN 12056
- DIN EN 1986-3, -30 und -33  Entwässerungsanlagen für Grundstücke und Gebäude – Regeln für Betrieb und Wartung
- DIN EN 13564-1  Rückstauverschlüsse für Gebäude – Anforderungen
- DIN EN 1253-5  Abläufe für Gebäude – Sperren für Leichtflüssigkeiten[2]